# Louise Jacobson
Louise Jacobson (Parigi, 24 dicembre 1924 – Auschwitz, 18 febbraio 1943) è stata una studentessa liceale francese. Di origine ebraica e sospettata di simpatie per il comunismo, fu vittima dell'Olocausto, morendo a diciannove anni di età nella camera a gas di Auschwitz-Birkenau.

## Biografia
Sorta di Anna Frank di Francia, è conosciuta per essere stata l'autrice di un epistolario nel quale ha raccontato la sua detenzione nei mesi precedenti il suo trasferimento ad Auschwitz. La serie di lettere (ventisette in tutto, scritte nel periodo compreso fra il 1º settembre 1942, giorno successivo il suo arresto, e il 13 febbraio 1943, pochi giorni prima di venire assassinata per mano nazista), inviate dal carcere a familiari ed amici durante la detenzione prima nel carcere di Fresnes (ventuno lettere) e poi dal campo di internamento di Drancy (sei lettere), sono state raccolte dalla sorella Nadia e fatte pubblicare a fine degli anni ottanta nel libro Dal liceo ad Auschwitz - Lettere di Louise Jacobson. 

### L'arresto e le lettere dal carcere
Adolescente, Louise Jacobson frequenta il liceo parigino di Cours de Vincennes (poi divenuto il liceo Hélène-Boucher) per preparare il proprio baccalaureato. Alla fine di agosto del 1942, una lettera anonima la denuncia come simpatizzante comunista e lei viene arrestata dalla polizia francese mentre rientra nella sua abitazione di rue de Boulets (l'atto formale di accusa in effetti sembra sia stato quello di non aver indossato la stella gialla, simbolo che serviva per identificare gli ebrei). I genitori di Louise avevano divorziato alcuni anni prima ed, in quel periodo, il padre si trovava nella parte francese non occupata dai nazisti, mentre la madre era reclusa nelle prigioni parigine della Roquette. 
Louise viene rinchiusa nella prigione di Fresnes, un carcere che veniva adoperato come luogo di tortura e transito per i detenuti politici, ebrei o comuni destinati ad essere avviati ai campi di lavori forzati o di concentramento dell'Europa centrale. Trasferita prima a Drancy e poi ad Auschwitz, venne passata alla camera a gas il 18 febbraio 1943. Dietro di sé lasciò sei mesi di lettere scritte durante la detenzione a familiari, amici, compagni di scuola.
Nell'ultima lettera inviata al padre (che la ricevette il 16 febbraio) prima della partenza per Auschwitz, da cui non farà ritorno, scrisse: 
(da Dal liceo ad Auschwitz - Lettere di Louise Jacobson))

## In teatro
L'epistolario di Jacobson è stato oggetto, oltre che del libro-memoriale pubblicato dalla sorella Nadia, anche di un adattamento per il teatro di Alain Gintzburger (Les lettres de Louise Jacobson), interpretato dall'attrice Juliette Batlle nel ruolo di Louise.